# Karl Wilhelm von Kupffer

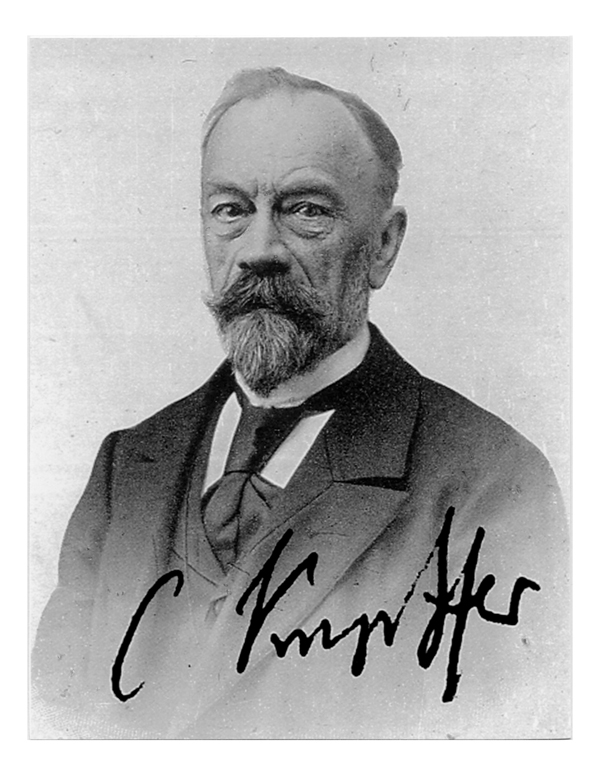
Karl Wilhelm von Kupffer

Karl Wilhelm Kupffer, ab 1889 Ritter von Kupffer, (* 2. Novemberjul. / 14. November 1829greg. in Lesten, Gouvernement Kurland; † 16. Dezember 1902 in München) war ein deutsch-baltischer Anatom und Hochschullehrer. Er gehört zu den Begründern der Embryologie.

## Leben
Kupffer war der erstgeborene Sohn des Pastors Karl Hermann Kupffer (1797–1860) und seiner Frau Henriette geb. Andreä († 1895). 1869 heiratete er Ida Völckers (1831–1913), die ihm einen Sohn und eine Tochter schenkte.

### Dorpat
Nach einer elementaren und humanistischen Privatausbildung durch seine Eltern und einen Hauslehrer bestand Kupffer 1848 vor einer Kommission in Dorpat die Reifeprüfung und entschied sich ein Jahr später an der dortigen Kaiserlichen Universität Dorpat für das Studium der Medizin, das er 1854 mit erfolgreichem Examen und Promotion zum Dr. med. abschloss.
Nach kurzer praktischer Tätigkeit als Landarzt in Kurland übernahm Kupffer 1855 eine Stelle als Prosektorengehilfe bei dem Physiologen Friedrich Heinrich Bidder am anatomischen Institut der Universität Dorpat. Mit einer Doktorarbeit zum Zentralnervensystem promovierte er 1854 zum Dr. med.
1856/57 widmete er sich in Wien, Berlin und Göttingen der Physiologie. Zu seinen Lehrern zählten Emil Heinrich du Bois-Reymond und Johannes Peter Müller. Danach war Kupffer von 1858 bis 1865 in Dorpat Erster Prosektor und a. o. Professor. Der Plan, als Forscher an einer Nordpolexpedition teilzunehmen, zerschlug sich wegen des Deutschen Krieges.

### Kiel
Kupffer befand sich zu jener Zeit (1866) in Kiel und entschloss sich zur Habilitation für das Fach Histologie. Hier entdeckte er die nach ihm benannten Sternzellen in der Leber. Seine Ernennung zum o. Professor für Histologie und Anatomie in Kiel erfolgte 1867. 1872/73 und 1873/74 war er Rektor der Christian-Albrechts-Universität Kiel. Als sein Nachfolger wurde 1876 Walther Flemming berufen.

### Königsberg
Von 1875 bis 1880 lehrte Kupffer als Ordinarius die Fächer Anatomie, Entwicklungsgeschichte und vergleichende Anatomie an der Albertus-Universität Königsberg. 1879/80 war er Prorektor der Albertina. Bei Immanuel Kants Umbettung am Königsberger Dom konnte er das Gehirn des Philosophen untersuchen.
Siehe auch: Kants Grab

### München
1880 wechselte er schließlich an die Ludwig-Maximilians-Universität München. 1896/97 war er an der LMU zum dritten Mal Rektor. 1901 wurde er emeritiert.

## Bedeutung
Kupffer arbeitete vorwiegend auf den Gebieten der Histologie und Embryologie. Er wies erstmals nach, dass Nervenfibrillen in Drüsenzellen endigen. Darüber hinaus beschäftigte er sich mit dem Epithel und den Drüsen des Magens sowie mit dem Aufbau der Nervenfasern. Im Zusammenhang mit der Beschreibung des zellulären Feinbaues und der Strukturierung des Protoplasmas prägte er den Begriff „Paraplasma“ zur Kennzeichnung des passiven Zellinhaltes. Die Medizin verdankt Kupffer außerdem die histologische Erstbeschreibung der hepatischen Sternzellen (Kupffer-Sternzellen bzw. Browicz-Kupffer-Zellen). Im Rahmen weiterer Arbeiten zum Feinbau des Lebergewebes wies er präexistierende zelluläre Sekretvakuolen nach (Gallensekretion) und zeigte mit einer speziellen Färbemethode (Kupffer-Reagens), dass Gallenkapillaren in Lebergewebe vorkommen. Kupffer gilt darüber hinaus als Mitbegründer der modernen Embryologie und der vergleichenden Entwicklungsgeschichte. Der blasenartig erweiterte Urdarm-Endabschnitt von Knochenfischen wird als „Kupffer-Blase“ und die von ihm entdeckte Sichel bei Vogelembryonen als „Kupffer-Sichel“ bezeichnet.

## Ehrungen
Im Jahr 1879 wurde Kupffer zum Mitglied der Leopoldina gewählt. Weiterhin war er u. a. Geh. Rat und Mitglied der Kgl. Bayerischen Akademie der Wissenschaften (1881). Er wurde mit zahlreichen Orden ausgezeichnet und war Mitglied deutscher, russischer und amerikanischer Fachgesellschaften. Er war Mitglied der Gesellschaft Deutscher Naturforscher und Ärzte.
Er wurde 1889 nobilitiert und als Karl Wilhelm Ritter von Kupffer in den bayerischen Personaladel erhoben.

## Werke
- mit Friedrich Heinrich Bidder: Untersuchungen über die Textur des Rückenmarks und die Entwicklung seiner Formelemente. Breitkopf & Haertel, Leipzig 1857. (Digitalisat)
- De embryogenesi apud chironomos observationes. Dissertation pro venia legendi. Mohr, Kiel 1866. (Digitalisat)
- Beobachtungen über die Entwicklung der Knochenfische. In: Arch Mikroskop Anat. 4, 1868, S. 209–272.
- Das Verhältnis der Drüsennerven zu Drüsenzellen. In: Arch Mikroskop Anat. 9. 1873, S. 387–395.
- Über Differenzierung des Protoplasmas an den Zellen tierischer Gewebe. In: Schr. d. naturwiss. Ver. f. Schleswig-Holstein. 1875, S. 229–242.
- Über Sternzellen der Leber. In: Arch Mikroskop Anat. 12, 1876, S. 353–358.
- mit Fritz Carl Bessel-Hagen: Immanuel Kants Schädel. Königsberg 1880.
- Über den Nachweis der Gallenkapillaren und spezifischen Fasern in den Leberläppchen durch Färbung. In: Sitzungsber. d. Ges. f. Morphol. u. Physiol. 5, 1889, S. 82–86.
- Studien zur vergleichenden Entwicklungsgeschichte des Kopfes der Kranioten. 3 Bände. Lehmann, München/Leipzig 1893–1895. (Digitalisat Band 1), (Band 2), (Band 3)
- Über Sternzellen der Leber. In: Anatomischer Anzeiger 14, 1898, (Ergänzungsh.), S. 80–86.
- Über die sog. Sternzellen der Säugetierleber. In: Arch Mikroskop Anat Entwicklungsgeschichte. 54, 1899, S. 254–288.